# Marko Pjaca
Marko Pjaca (Zágráb, 1995. május 6. –) világbajnoki ezüstérmes horvát válogatott labdarúgó, a Rijeka játékosa.
A horvát válogatott tagjaként részt vett a 2016-os Európa-bajnokságon és a 2018-as világbajnokságon.

## Sikerei, díjai
Dinamo Zagreb
- Horvát bajnok (2): 2014–15, 2015–16
- Horvát kupa (2): 2014–15, 2015–16
- Horvát szuperkupa (2): 2015, 2016

Juventus
- Serie A (2): 2016–17, 2017–18
- Coppa Italia (1): 2016–17